# Організація регіональної співпраці та розвитку
Організація регіональної співпраці та розвитку (англ. Regional Cooperation for Development (RCD)) — колишня неурядова міжнародна організація, яка була заснована 1964 року Іраном, Пакистаном і Туреччиною, для посилення соціально-економічного розвитку держав-учасниць. У 1979 році вона була розпущена. 1985 року її замінила Організація економічного співробітництва (ОЕС).